# Kleine plompe lori
De kleine plompe lori (Xanthonycticebus pygmaeus)  is een zoogdier uit de familie van de loriachtigen (Lorisidae). De wetenschappelijke naam van de soort werd voor het eerst geldig gepubliceerd door John Lewis Bonhote in 1907.

## Taxonomie
Nekaris en Nijman (2022) combineerden morfologische, gedrags-, karyotypische en genetische gegevens en suggereerden dat kleine plompe lori's het best geplaatst kunnen worden in hun eigen geslacht, Xanthonycticebus.
In 2023 werd een nieuwe soort van deze soort afgesplitst, namelijk Xanthonycticebus intermedius, dat voorheen als synoniem van de kleine plompe lori werd gerekend. X. intermedius komt voor ten noorden van het verspreidingsgebied van X. pygmaeus.

## Voorkomen
De soort komt voor in Cambodja en het zuiden van Vietnam.